# サント＝ジュヌヴィエーヴ＝デ＝ボワ
サント＝ジュヌヴィエーヴ＝デ＝ボワ （Sainte-Geneviève-des-Bois）は、フランス、イル＝ド＝フランス地域圏、エソンヌ県のコミューン。

## 地理
県北部に位置し、かつてのウルポワ地方（fr）に属する。面積のほぼ90%が都市化されており、東に接するフルーリ＝メロジスとの境界にある森林75エーカー、そして北西端にある湿地と平野17エーカーが田園地帯と呼べるべきものである。
コミューンの北西部分を3kmに渡ってオルジュ川が流れる。

## 歴史

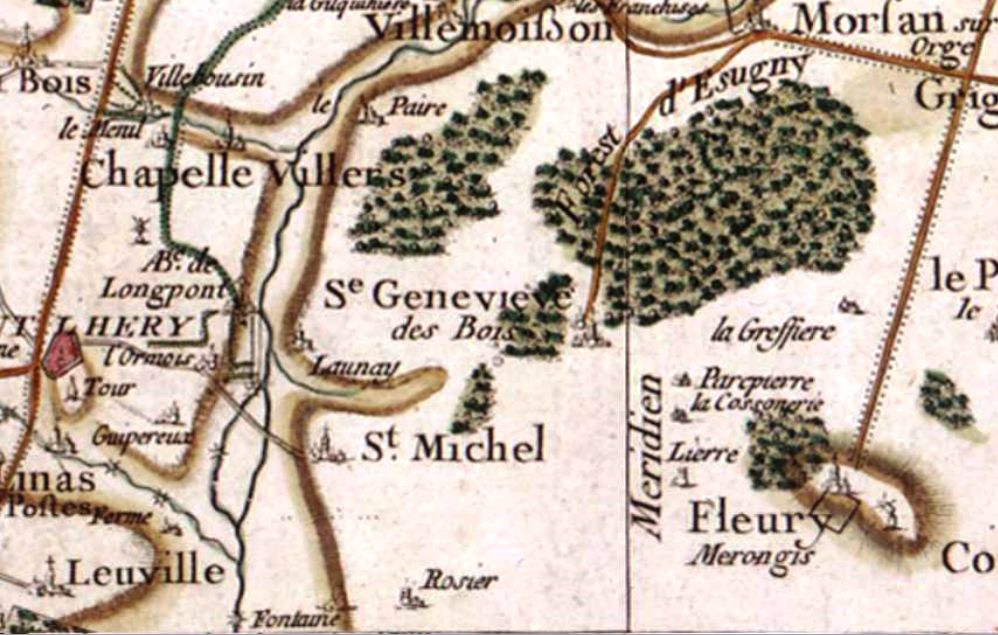
18世紀のカッシーニ地図に描かれたサント＝ジュヌヴィエーヴ＝デ＝ボワ

かつてセキニーの森には小さな家が散在していた。Sicnii villareと言う名の村落が、ガロ＝ローマ時代に存在した。村落の場所は現在のサント＝ジュヌヴィエーヴの境界に架かるフイユ橋のあたりで、ヴィッラ・ルスティカ（fr、農業ヴィッラ）が置かれたが、ゲルマン人侵攻時代に消えうせた。
448年に起きた伝染病流行で、聖ゲノフェファ（Genovefa、聖ジュヌヴィエーヴ）は湧き水で奇跡を起こした。451年にパリで、彼女は住民のために2度目の奇跡を起こした。この奇跡によって、湧き水の出た洞穴の近くに礼拝堂が建てられた。セキニーの森が礼拝堂の周囲にあったことは明らかである。別の伝説では、聖ゲノフェファの聖遺物が、ノルマン人山賊の襲撃から逃れるため、セキニー森の小さな孤立した礼拝堂へ運ばれた。上記の出来事はありうる。しかし、3世紀にわたってフン族の侵入を含む数度の攻撃からパリ住民を守り、ルテティアが悪党を避けることができたというのである。また別の伝説では、聖ゲノフェファはトロワ司教聖ルーに会いに出かけた。セキニーの森で暑さでのどの渇いたゲノフェファは、自ら泉を足元にあふれ出させたという。
小さな礼拝堂の周りにできた町は、カペー家によってサン＝マリョワール・ド・レオン修道院へ寄進された。この教会はアンリ4世時代まで存続した。サント＝ジュヌヴィエーヴの隣には、封建領主リエ家が暮らすモンレリ城があった。
オルレアンへ通じるかつてのローマ街道は王道に変えられて、この地を通っていた。橋が道と城に近接して架けられた。ルイ13世はセキニー森へ狩猟へやってきて、城に滞在したことを伝えている。1598年、長らくサント＝ジュヌヴィエーヴ領主であったパリのオテル・ド・デュー（fr、パリ最古の病院）は7300エキュで所領を売却した。
サント＝ジュヌヴィエーヴは、フランス有数の地主であるノアイユ家のものとなった。1767年にはソーヴィニー家に買われ、フランス革命まで所有した。
パリ・オルレアン鉄道の鉄道施設がつくられ、駅も作られた。1935年に市庁舎が完成、1939年にはロシア正教会のノートルダム・ド・ラ・ドルミシオン教会が建てられ、市内に存在するロシア人コミュニティーを裏付けた。大戦後のサント＝ジュヌヴィエーヴでは強烈な都市化が進んだ。1963年には国内初のショッピングセンターができ、カルフールが入った。1960年代にオネット地区に低所得者用集合住宅が完成し、人口が流入した。1999年現在、コミューン人口の約1割が外国国籍を持つ。

## 史跡
- ノートルダム・ド・ラ・ドルミシオン教会 - 1939年完成。
- ロシア人墓地（fr） - 1927年完成。5225箇所の墓におよそ15,000人のロシア人が眠る。アンドレイ・タルコフスキー、ルドルフ・ヌレエフ、セルジュ・リファール、コンスタンチン・ソモフ、イヴァン・ブーニン、フェリックス・ユスポフ夫妻の墓がある。

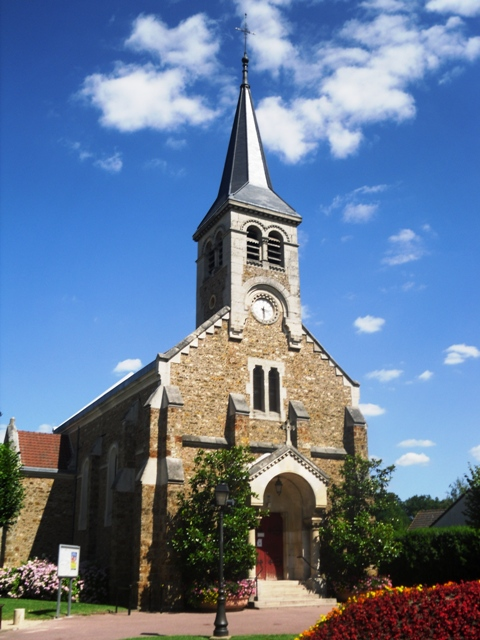
カトリックのサント＝ジュヌヴィエーヴ教会
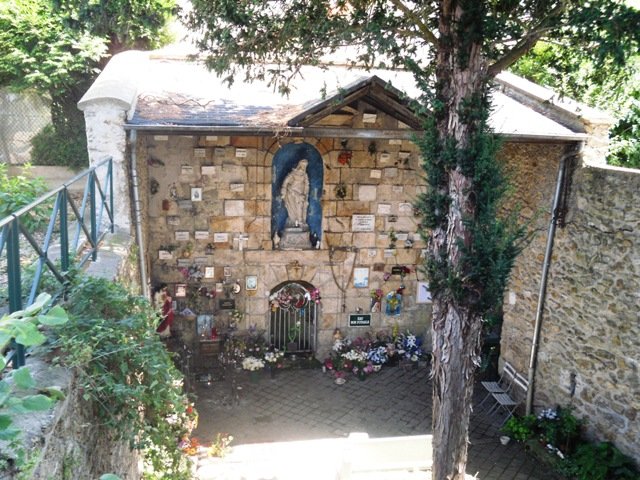
聖ジュヌヴィエーヴの泉
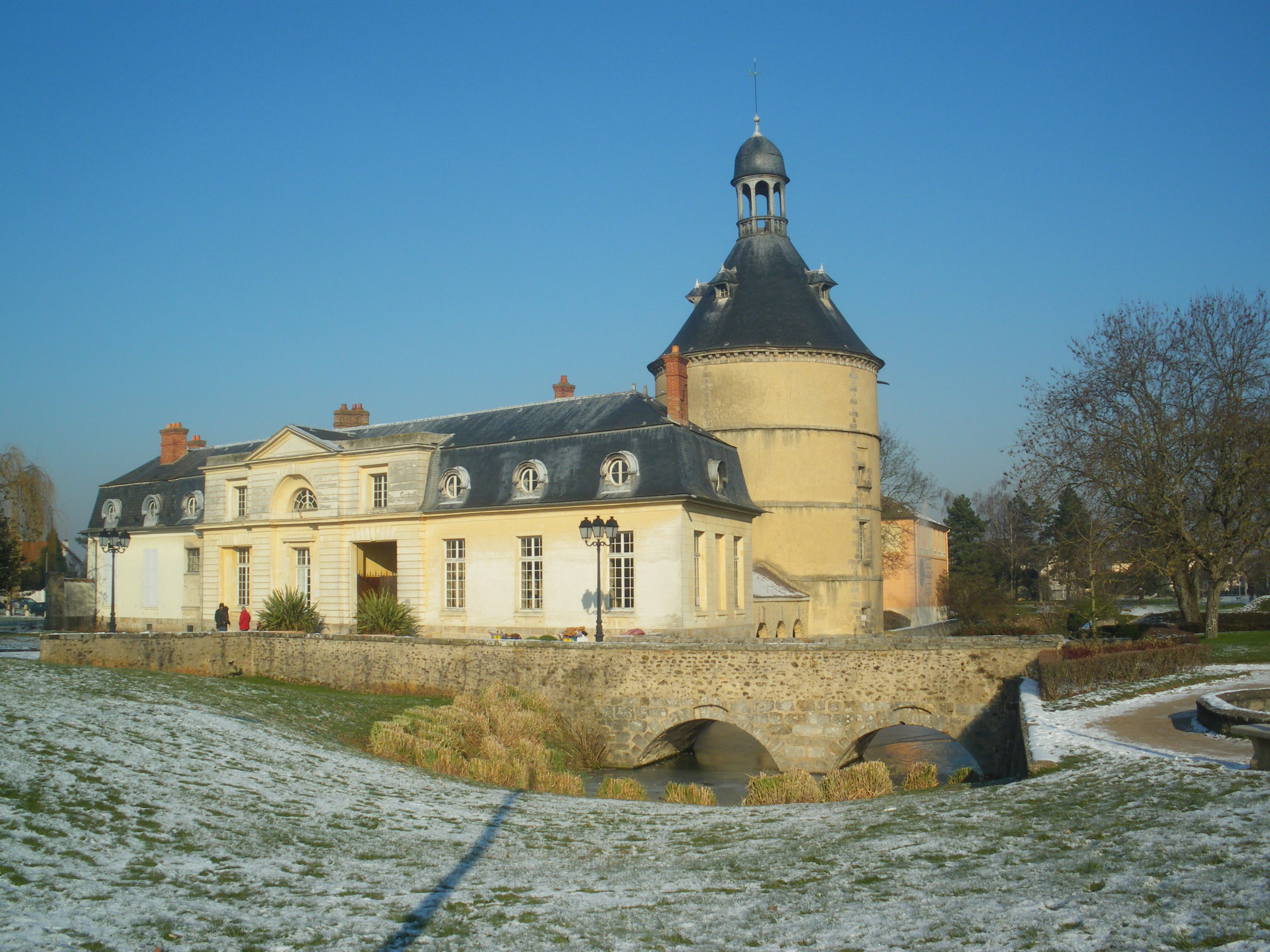
城のダンジョン
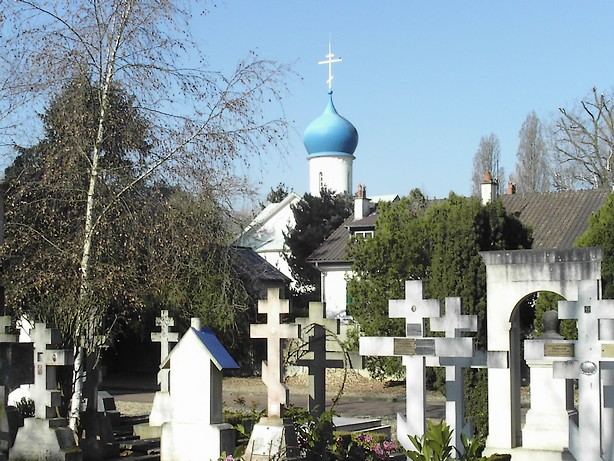
ノートルダム・ド・ラ・ドルミシオン教会とロシア人墓地

## 交通
パリ郊外の主要都市であるサント＝ジュヌヴィエーヴは、多様な方法でパリとアクセス可能である。
- 空港 - オルリー空港はコミューンの北10マイルにある。
- 道路 - N104、D117、D25
- 鉄道 - RER C線サント＝ジュヌヴィエーヴ＝デ＝ボワ駅
- バス - ノクティリアン、TICE、アルバトランなど

## 姉妹都市
- ペナフィエル、ポルトガル
- オバートシャウゼン、ドイツ